# Easy On Your Own?
«Easy On Your Own?» es una canción interpretada por la banda canadiense de indie pop Alvvays. La canción fue publicado el 10 de agosto de 2022 como el segundo sencillo de su tercer álbum de estudio, Blue Rev.
«Easy On Your Own?» fue nombrada entre las “mejores canciones de la semana” por Under the Radar y Stereogum.

## Composición
«Easy On Your Own?» es una canción de dream pop, indie pop, y shoegaze. La canción utiliza un efecto Larsen, saturación, y la técnica de glide guitar. La voz de la vocalista principal Molly Rankin está baja en la mezcla en comparación con la instrumental.
Según James Rettig de Stereogum, la letra de la canción se trata de arrepentirse y pensar que podrías haberlo hecho mejor por ti mismo, si tan solo hubieras tomado las decisiones correctas. El añadió: “Está representado en un paisaje de pesadilla, uno en el que estamos atrapados ‘arrastrándonos por pasillos monocromáticos’ y soñando ‘que se quemará todo el día’”. Mientras que Tom Morgan de Loud and Quiet escribió que reflexiona sobre “desperdiciar los mejores años de mi vida” y cómo “medir si esto es estancamiento o cambio”. Scott Russell de Paste dijo que “describen una relación a largo plazo tan dañada que podría no valer la pena salvarla”. Según Consequence of Sound, la letra trata sobre “[trabajar] a través de una ruptura”. Usando el título, Uproxx interpretó la letra como Rankin preguntando si la vida se vuelve “más fácil por sí sola”. Según Exclaim!, la pista es un “relato absolutamente devastador de la falta de objetivos de la edad adulta temprana”. Según The Skinny, en la letra, Rankin “se pregunta en voz alta si se está moviendo por la vida o si la vida se mueve a su alrededor”.

## Recepción de la crítica
Konstantinos Pappis, escribiendo para la revista Our Culture, comentó que la canción “arde de frustración, pero no es hasta que pisan el freno en el puente que se abre paso con una comprensión sorprendente”. Lee Hammond de Narc Magazine escribió que esta canción y «Many Mirrors», “retoman el sonido soñador y relajado que podrías esperar de la banda”. Escribiendo para la revista Paste, Ben Salmon comentó que en la canción, “Rankin emerge de una maraña de silenciadores de radio y sonidos de guitarra para ofrecer una estrofa que difumina claramente las líneas entre una relación tambaleante y la monotonía de nuestros tiempos”. Jay Cohen de When the Horn Blows calificó a la canción como “un aluvión etéreo de creatividad, que comienza con un uso divertido de la retroalimentación del amplificador antes de que la voz de Rankin marque el comienzo de los cordiales tonos de guitarra cuyos sonidos son tan relajantes que casi podrían parecerse a un hombro para que el oyente se apoye”. The Fader describió la pista como una "sesión pop ricamente melódica" y dijo que suena más oscuro que el primer sencillo, «Pharmacist». Según The Skinny, la canción es el “máximo rendimiento de Rankin”. TheNeedleDrop dijo que la voz de Rankin suena “más apasionada” que en Antisocialites”.: 1:41 

## Galardones
| Publicación | Lista                     | Posición | Ref.   |
| ----------- | ------------------------- | -------- | ------ |
| Paste       | The 50 Best Songs of 2022 | 9        | [ 20 ] |

## Posicionamiento
| Gráfica (2022–23)                                    | Pico de posición |
| ---------------------------------------------------- | ---------------- |
| Estados Unidos (Billboard Adult Alternative Airplay) | 32               |
| Canadá (Billboard Canada Rock)                       | 50               |